# Говтнянський повіт
Голтвя́нський (Говтвя́нський) повіт — адміністративно-територіальна одиниця Російської імперії. Створений 16.09.1781 у складі Київського намісництва із Білоцерківської, частини Багацької (Багачанської, пізніше — Великобагачанської), Голтвянської (Говтвянської), Остап'ївської, частин Хорольської та Яреськівської сотень Миргородського полку.

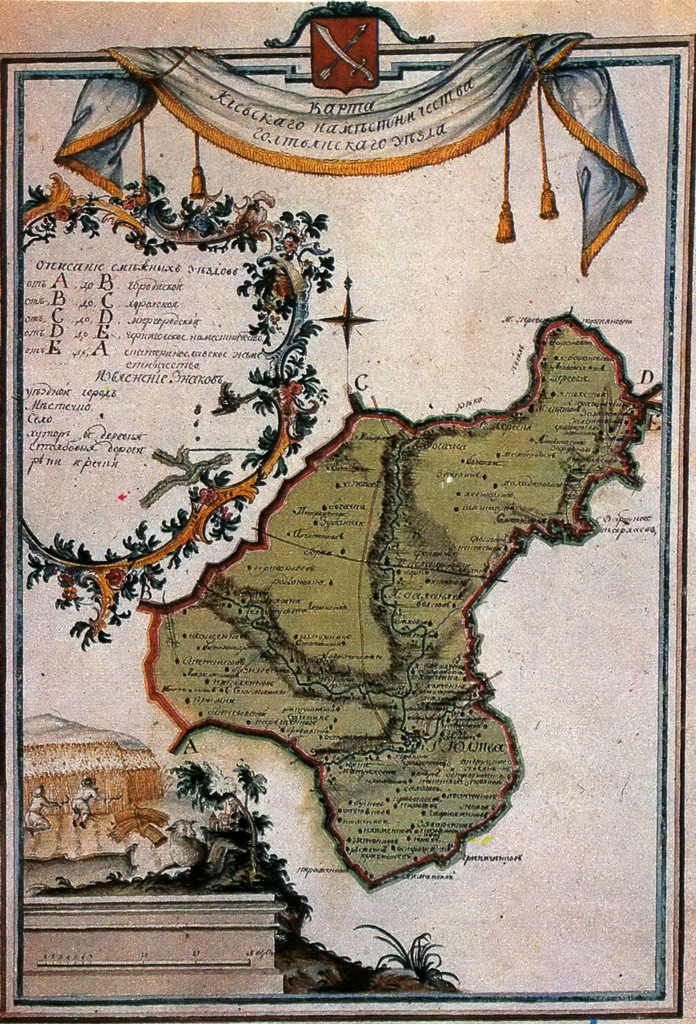
Карта Голтвянського повіту.
2-а пол. 18 ст.
ЦДІА України у Києві.

По території повіту протікали річки: Псел, Хорол, Голтва (Говтва). Ґрунти — значною мірою піщані.
За описами 1775—1786 у повіті поселень — 53, поміщицьких будинків — 77, власників — 116. Церковних парафій — 34.
Найбільші населені пункти, крім Говтви — Остап'є, Білоцерківка, Багачка (Велика Багачка), Яреськи, Шишаки, Балаклія. 
Населення — 55241 чол., у тому числі різночинців — 628, козаків — 27878, посполитих коронних — 235, посполитих поміщицьких людей — 26500 чол. 
Млинів водяних — 156, вітряків — 51.
Більшість населення займалася землеробством і скотарством, частково — чумакуванням, торгівлею. Працювали шкіряники, кравці, ковалі, шевці, шаповали, ткачі, теслярі тощо.
За даними ревізії (перепису) 1787 у Говтві щороку відбувалося 4 ярмарки, у повіті в 5 містечках (Остап'є, Білоцерківка, Яреськи, Багачка, Шишаки) — 12. На 1787 площа повіту — 273437,5 десятин, містечок, сіл, деревень, хуторів — 159, дворів — 10247, млинів — 87, церков — 44, всього душ чоловічої статі у повіті та місті — 33382.
Розформований у зв'язку з створенням Малоросійської губернії указом від 30.11.1796.